# Il sarto di Panama
Il sarto di Panama (The Tailor of Panama) è un film del 2001 diretto da John Boorman.
Il soggetto è tratto dall'omonimo romanzo di John le Carré, in parte ispirato al romanzo Il nostro agente all'Avana di Graham Greene portato sullo schermo col medesimo titolo nel 1959.

## Trama
Andy Osnard, un indisciplinato agente dell'MI6 con un debole per il gentil sesso, viene mandato a Panama in punizione per la sua condotta. Per acquisire informazioni utili, Andy si mette in contatto con Harry Pendel, un sarto di origini inglesi che veste tutte le persone più influenti della città, incluso il presidente di Panama. Andy offre all'indebitato Harry di sanare le sue pendenze, in cambio di informazioni e del silenzio sulla sua vita passata, che egli nasconde anche alla moglie. Da giovane infatti Pendel era stato arrestato per truffa assicurativa e aveva imparato il mestiere di sarto in prigione; lo zio lo aveva poi mandato a Panama, dove egli diceva di aver imparato il mestiere del sarto dallo zio stesso.
Harry, sotto le pressioni di Andy e non avendo informazioni, s'inventa che il presidente vuole vendere il canale a uno stato estero. Cita inoltre un inesistente movimento clandestino antigovernativo che chiama "Opposizione silenziosa", il cui capo sarebbe un suo amico, Mickie Abraxas. Andy sembra credergli e passa ai superiori le notizie che Harry continua a fornirgli. Il Pentagono, venuto a sapere della cosa, accetta di finanziare la fantomatica "Opposizione silenziosa" e si prepara ad attaccare Panama per sventare una possibile minaccia al canale.
Ma gli strani movimenti di Harry insospettiscono anche alcuni grossi esponenti dell'establishment panamense, che incominciano a fare indagini. Sempre più sotto pressione Harry, dopo aver discusso con la moglie, che lo vede allontanarsi da lei, e appresa la morte per suicidio del suo amico Mickie, spaventato dalle attenzioni rivoltegli dagli scagnozzi dei nuovi padroni di Panama, confessa ad Andy di aver inventato tutto, ma questi non è per nulla stupito, dimostrando di non avergli mai creduto e di averlo assecondato solo per prendere i 15 milioni di dollari di finanziamento del Pentagono e fuggire in Svizzera. Intanto gli americani, appresa la notizia della morte di Mickie, che vedevano già come futuro Presidente di Panama, si convincono della necessità di un intervento militare e mobilitano per la situazione una task force di marine. Andy, dopo aver corrotto l'ambasciatore inglese, riesce a fuggire con i soldi stanziati dagli americani e da questi affidati a Luxmore, l'imbranato capo di Andy, per finanziare la fantomatica "Opposizione silenziosa", mentre la crisi che sta per aprirsi con l'intervento militare americano viene sventata dal presidente panamense, venuto a sapere del malinteso grazie all'intervento della moglie di Pendel, collaboratrice del responsabile dell'Amministrazione del Canale. Harry torna a casa e, per chiarire ogni fraintendimento con la moglie, confessa il suo vero passato, venendo perdonato.

## Produzione

### Cast e personaggi
Nel film compare un giovanissimo Daniel Radcliffe, il ragazzo inglese in seguito divenuto famoso sul grande schermo per essere diventato il volto cinematografico di Harry Potter. Qui interpreta il giovane figlio del sarto Harry Pendel, a soli 12 anni.
Zio Benny è interpretato dal grande drammaturgo inglese Harold Pinter, premio Nobel per la letteratura nel 2005.